# Durif
Durif är en blå vindruva som skapades i slutet av 1800-talet av en läkare vid namn François Durif från södra Frankrike. Druvan skapades som en korsning mellan sorterna peloursin och syrah. 
Genom DNA-analys har det bevisats att druvan är identisk med en av klonerna av druvan petite sirah (OBS! Ej Petit Syrah) som är populär i Kalifornien. I USA får druvan sedan 1997 kallas vid båda namnen.
Idag förekommer druvsorten främst i Australien (Victoria) och i Kalifornien.